# Kaihōgyō

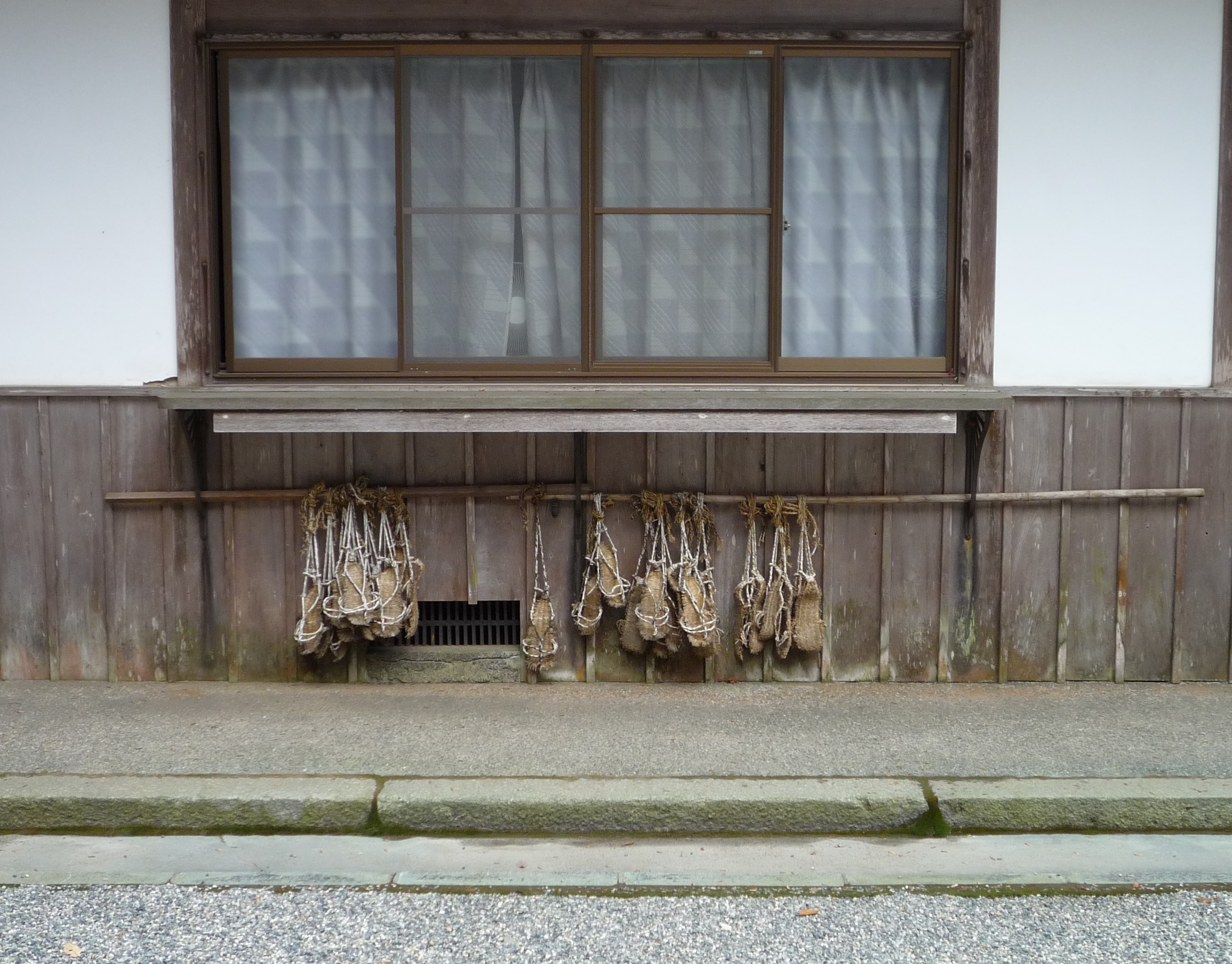
Abgenutzte Waraji (Sandalen) eines Mönches

Das Kaihōgyō (japanisch 回峰行, dt. „Gipfelumkreisungs-Askese“) ist ein Ritual von Mönchen der Tendai-Schule, das für die Dauer von 100 oder 1000 Tagen durchgeführt wird. Dabei wird der Berg Hiei bei Kyōto immer wieder umrundet. Das 1000-tägige Ritual wird in mehreren Etappen, aufgeteilt auf sieben Jahre, absolviert. Dabei legt der Mönch eine Strecke zurück, die angeblich fast einer Erdumrundung gleicht (rund 38.000 km). Daher werden die Absolventen des Kaihōgyō auch „Marathon-Mönche“ genannt. Somit gleicht das Ritual einer Pilgerreise.

## Geschichte und Umfeld
Das Ritual Kaihōgyō geht wahrscheinlich auf den Mönch Sōō (相応; 831–918) zurück. Er praktizierte Rituale in asketischer Weise. Schon früh in seinem Leben schloss er sich der noch kleinen Tendai-Bewegung im Enryaku-Tempel auf dem Hiei-Berg im Nordosten Kyotos an. Es wird angegeben, dass Sōō selbst ein tausendtägiges asketisches Ritual durchführte, nachdem er einen lokalen Gott (Shikobuchi Myōjin) nach intensivem Gebet getroffen hatte.
Sōō begründete die asketische Praxis, die sich in den folgenden Jahrhunderten zu einem Pilgerritual entwickelte, bei dem verschiedene Berge angesteuert wurden. Ab dem 14. Jahrhundert wurde Kaihōgyō stark systematisiert. Nachdem der Enryaku-ji im Jahre 1571 von Oda Nobunaga niedergebrannt worden war, wurde bereits ein Jahrzehnt später ein Kaihōgyō verzeichnet. Seitdem haben wohl nur rund 40 Mönche den Kaihōgyō erfolgreich absolviert.
In den späten 1980er Jahren löste ein Bericht des japanischen Fernsehsenders NHK hohe Popularität des außergewöhnlich umfangreichen Rituals aus. Es folgten TV-Berichte, Dokumentationen und Artikel, die über englischsprachige Literatur auch den Weg nach Europa fanden.

## Ablauf
Das Kaihōgyō wird in der Nacht durchgeführt, da der Mönch trotz seiner Beschäftigung mit dem Ritual und dem Pilgerstatus nicht von seinen monastischen Pflichten des Tages (Gebete) entbunden ist. So steht der Asket in der Regel kurz nach Mitternacht auf und absolviert in den Stunden bis zum Morgen einen rund 30 Kilometer langen Weg um den Berg Hiei. Auf dem Weg hat er die Aufgabe, in kurzen Abständen an etwa 260 Orten Gebetszeremonien durchzuführen. Da der Weg weit ist und sich in den späteren Etappen verdoppelt und verdreifacht, muss der Mönch rennen.
Dieser Ablauf, das Kaihōgyō, kann vom Mönch während hundert aufeinanderfolgenden Tagen, hyaku-nichi (百日), absolviert werden. Danach bezeichnet man ihn als shingyō (新行), als Neu-Asketen.
Entscheidet sich der Mönch dazu, die tausendtägige Praxis durchzuführen, sen-nichi (千日), so werden in sieben Jahren Etappen zu 100 und 200 Tagen absolviert – jeweils aufeinanderfolgend. Zwischen den Etappen geht der Mönch nicht dem Ritual nach.
Die asketische Übung erfährt am Ende des fünften Jahres eine Zäsur, in dem das dōiri (堂入り), das „Betreten des Tempels“, vollzogen wird. Nach 700 Tagen fastet der Mönch für neun Tage. Er isst nichts, trinkt nichts, schläft nicht und legt sich nicht hin. Erst danach tritt er die letzten zwei Jahre des Kaihōgyō an. Im sechsten Jahr verdoppelt sich die Strecke auf 60 km, in dem der Mönch zusätzlich den Tempel Sekizanzen-in (赤山禅院) besuchen muss. In den ersten Hundert Tagen des siebten Jahres kommt zusätzlich die „große Kyoto-Umkreisung“ (京都大廻り) hinzu, bei der verschiedene Tempel und Schreine im Stadtzentrum Kyotos besucht werden müssen, wodurch sich die Strecke auf 84 km erhöht. In den letzten hundert Tagen reduziert sich diese wieder auf die ursprünglichen 30 km.
Die Aufteilung der Etappen, nach Jahr, aufeinanderfolgenden Tagen und Streckenlänge in der folgenden Tabelle:
| Jahr | Tage | Wegstrecke [km] |
| ---- | ---- | --------------- |
| 1    | 100  | 30              |
| 2    | 100  | 30              |
| 3    | 100  | 30              |
| 4    | 200  | 30              |
| 5    | 200  | 30              |
| 6    | 100  | 60              |
| 7    | 100  | 84              |
| 7    | 100  | 30              |